# Nelson's Column

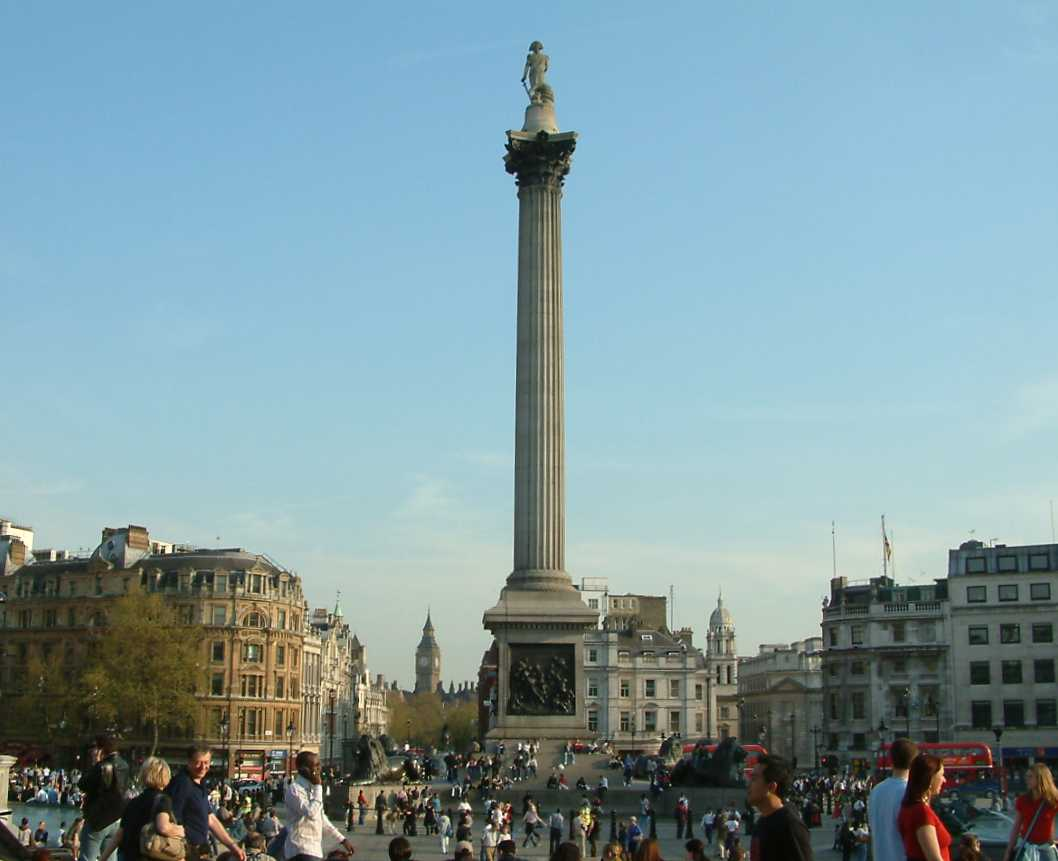
Trafalgar Square met Nelson's Column

Nelson's Column (de "zuil van Nelson") is een monument in Londen ter ere van de Britse zeeheld Horatio Nelson en zijn overwinning (en dood) in de Slag bij Trafalgar in 1805.
Deze erezuil werd gebouwd in de periode 1840-1843 op het plein Trafalgar Square, dat in de jaren 1820 werd aangelegd en vernoemd is naar de beroemde zeeslag bij Trafalgar. De zuil werd gebouwd door Grissell and Peto, waar Samuel Morton Peto een van de twee partners was.
De granieten zuil is in Korinthische stijl, gebaseerd op de zuilen van de Tempel van Mars Ultor in Rome. De zuil is 46 meter hoog. Het kapiteel (de top van de zuil) is versierd met acanthusbladeren uit brons afkomstig van Britse kanonnen.
Onderaan de zuil zijn vier bronzen reliëfs bevestigd. die Nelsons vier grote overwinningen afbeelden: de Zeeslag bij Kaap Sint-Vincent (1797), Slag bij de Nijl (1798), Zeeslag bij Kopenhagen (1801) en Slag bij Trafalgar (1805). Het brons van deze reliëfpanelen zou afkomstig zijn van buitgemaakte Franse kanonnen.
Boven op de zuil staat een 5,5 meter hoog standbeeld van admiraal Nelson. Dit standbeeld is gebeeldhouwd door Edward Hodges Baily. De vier leeuwen rond de zuil werden pas in 1867 toegevoegd. De twee fonteinen naast de zuil werden ontworpen door Edwin Lutyens en stammen uit 1939.
In 1968, 1986 en 2006 werd het monument gerestaureerd. In 2006 werd Nelson's Column ook grondig schoongemaakt met stoom en werd de linkerarm van het standbeeld eindelijk hersteld, nadat het in de jaren 1880 door bliksem was beschadigd. Metingen tijdens de werkzaamheden in 2006 wezen uit dat de zuil korter is dan altijd was aangenomen: niet 56 maar 50 meter van de voet van de zuil tot aan de hoed van Nelson.
Adolf Hitler had plannen om, na de Duitse verovering van Groot-Brittannië, Nelson's Column naar Berlijn te verplaatsen.
Ook in Montreal (Canada) en Bridgetown (Barbados) staat een Nelson's Column. Andere plaatsen met een monument aan Nelson zijn Birmingham, Liverpool en Great Yarmouth in Engeland. Nelson's Pillar, een erezuil voor Nelson in Dublin, werd in 1966 verwoest door een bom van de IRA.
De Britse componist Haydn Wood heeft een muziekstuk over Nelson's Column gecomponeerd, als onderdeel van zijn London Landmarks Suite. In 1994-1995 zond de BBC een komische televisieserie uit genaamd Nelson's Column. Herman Franke won in 1998 de AKO-literatuurprijs voor zijn boek De Verbeelding, een verzameling verhalen gecentreerd rond de zuil van Nelson.

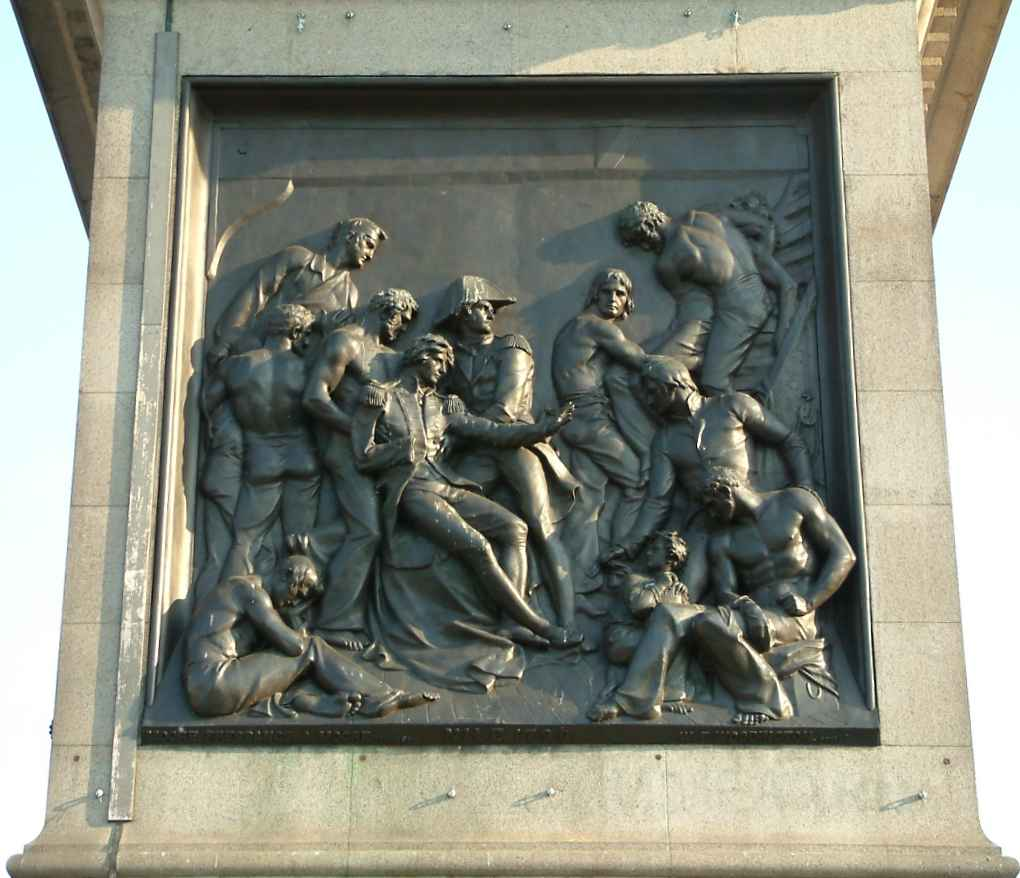
Op dit bronzen reliëf wordt de dood van Nelson afgebeeld
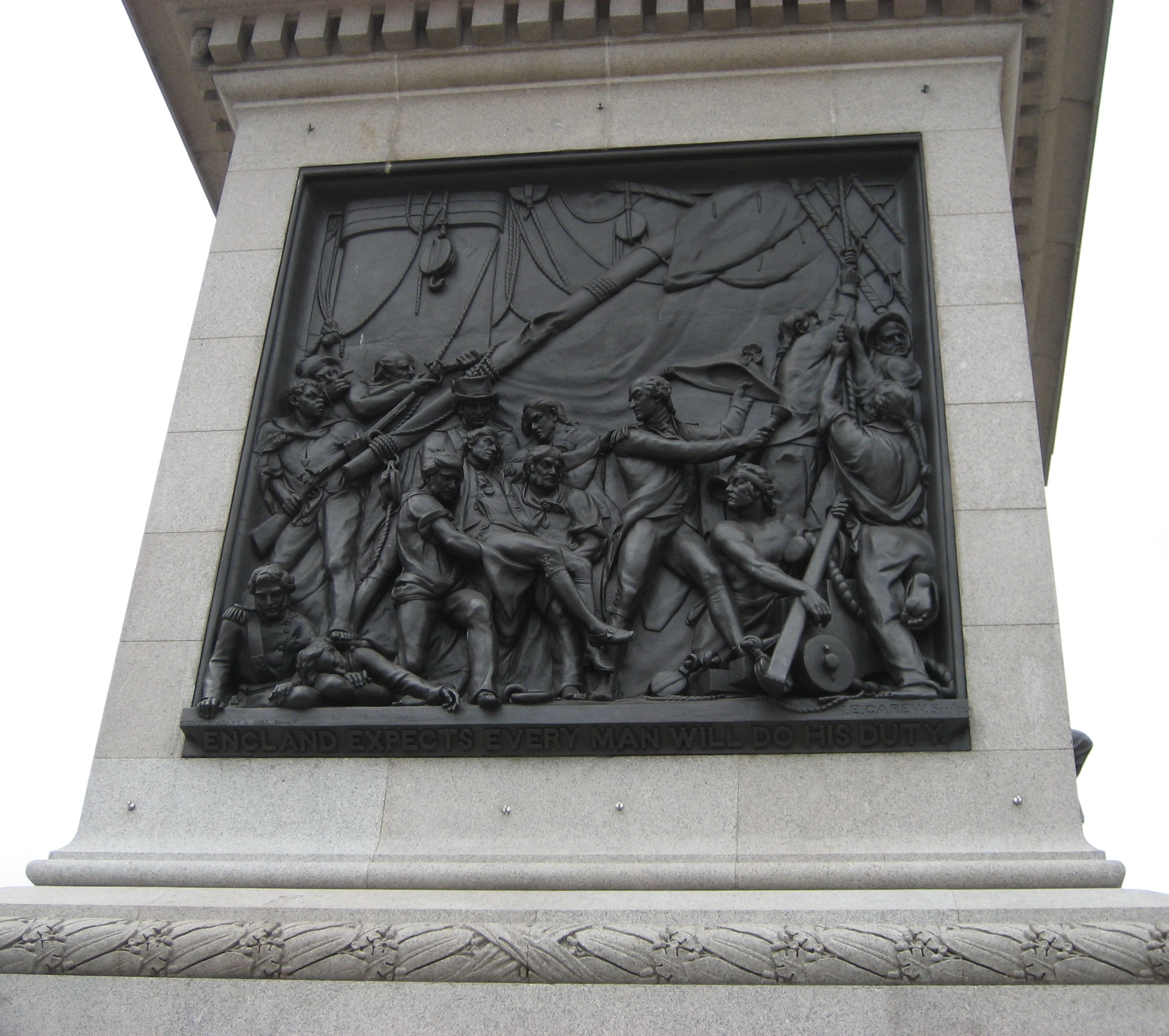
Op dit bronzen reliëf wordt de beroemde uitspraak England expects every man will do his duty afgebeeld
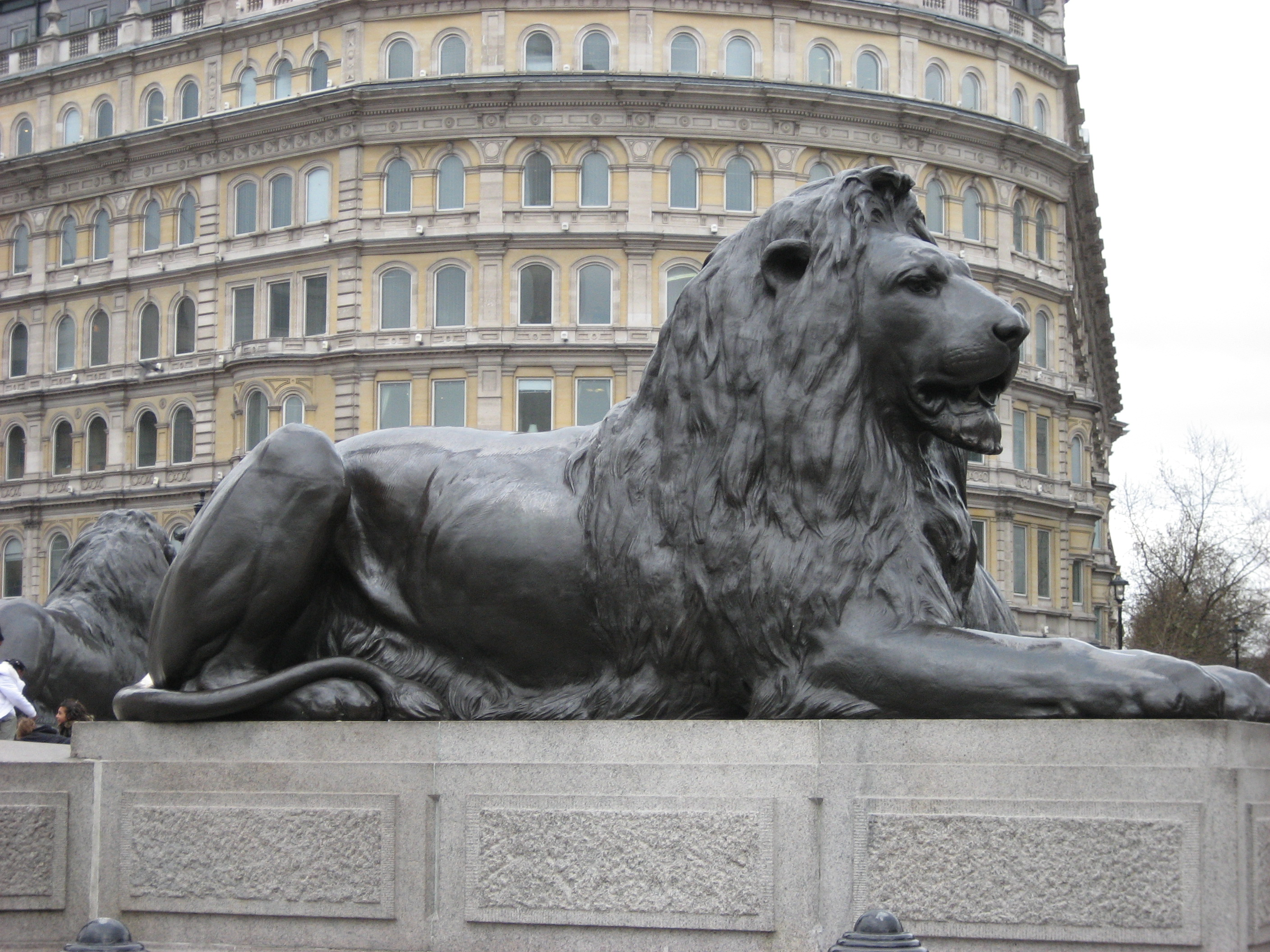
Twee van de leeuwen aan de voet van de zuil
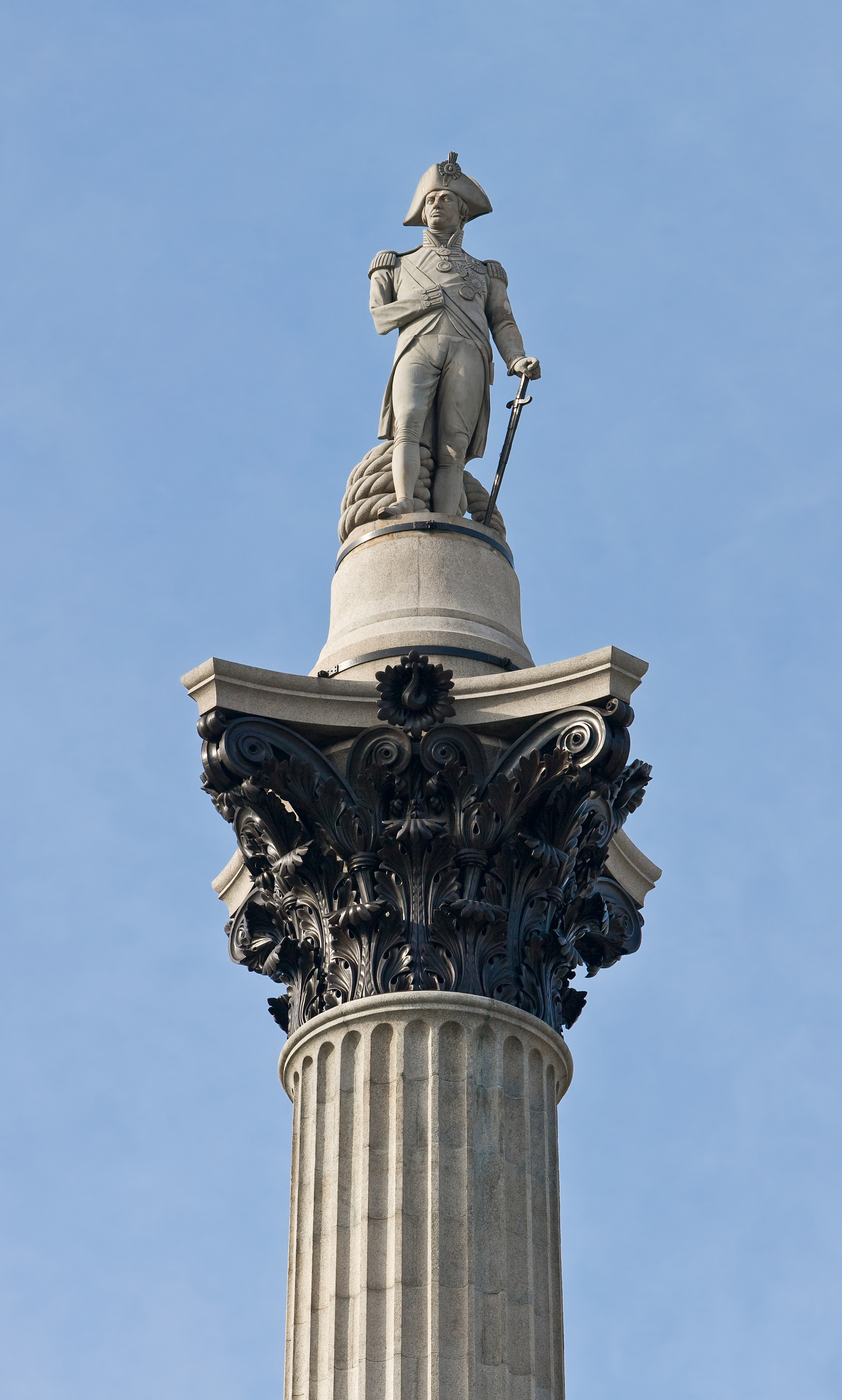
Het standbeeld van Nelson boven op de zuil